# Liste des conseillers généraux de la Vendée (1951-1955)
Pour les articles homonymes, voir conseiller général de la Vendée.
En 1951, des élections cantonales sont organisées les 7 et 14 octobre pour désigner les conseillers généraux qui représenteront le département de la Vendée jusqu’en 1955.

## Groupes politiques à l’Assemblée départementale
| ‹ 1949 | Conseillers généraux de la Vendée | 1955 › |

| Parti                        | Parti                                            | Sigle | Élus |
| ---------------------------- | ------------------------------------------------ | ----- | ---- |
|                              | Parti républicain, radical et radical-socialiste | PR    | 6    |
|                              | Rassemblement du peuple français                 | RPF   | 3    |
|                              | Mouvement républicain populaire                  | MRP   | 4    |
|                              | Centre national des indépendants et paysans      | CNI   | 2    |
|                              | Action républicaine et sociale                   | ARS   | 1    |
|                              | Républicains indépendants                        | RI    | 1    |
|                              | Parti communiste français                        | PCF   | 1    |
|                              | « Divers droite »                                | DVD   | 12   |
| Président du conseil général |                                                  |       |      |
| Auguste Durand (DVD)         |                                                  |       |      |

## Liste des conseillers généraux suivant leurs cantons
| Canton                  | Conseiller                      |  | Parti                                               |
| ----------------------- | ------------------------------- |  | --------------------------------------------------- |
| Beauvoir-sur-Mer        | Raoul Pelote                    |  | DVD Divers droite                                   |
| Chaillé-les-Marais      | Fernand Gadras                  |  | PR Parti républicain, radical et radical-socialiste |
| Challans                | Armand de Baudry d’Asson        |  | DVD Divers droite                                   |
| Chantonnay              | Michel Crucis                   |  | CNI Centre national des indépendants et paysans     |
| Fontenay-le-Comte       | Marceau Bretaud                 |  | DVD Divers droite                                   |
| La Châtaigneraie        | Georges Avril                   |  | MRP Mouvement républicain populaire                 |
| La Mothe-Achard         | M. Pateau                       |  | MRP Mouvement républicain populaire                 |
| La Roche-sur-Yon        | Jean Péaud                      |  | PR Parti républicain, radical et radical-socialiste |
| Le Poiré-sur-Vie        | Jacques Dugast                  |  | DVD Divers droite                                   |
| Les Essarts             | Arsène Mignen                   |  | DVD Divers droite                                   |
| Les Herbiers            | Zoé de Chabot                   |  | DVD Divers droite                                   |
| Les Sables-d’Olonne     | Charles Rousseau                |  | ARS Action républicaine et sociale                  |
| L’Hermenault            | M. Bobin                        |  | RPF Rassemblement du peuple français                |
| L’Île-d’Yeu             | M. Martin                       |  | RPF Rassemblement du peuple français                |
| Luçon                   | Pierre Nau                      |  | PR Parti républicain, radical et radical-socialiste |
| Maillezais              | Jean Fleury                     |  | PCF Parti communiste français                       |
| Mareuil-sur-Lay         | Maurice Priouzeau               |  | DVD Divers droite                                   |
| Montaigu                | Auguste Durand                  |  | DVD Divers droite                                   |
| Mortagne-sur-Sèvre      | Rémy René-Bazin                 |  | DVD Divers droite                                   |
| Moutiers-les-Mauxfaits  | M. Girardeau                    |  | PR Parti républicain, radical et radical-socialiste |
| Noirmoutier-en-l’Île    | Hubert Poignant                 |  | CNI Centre national des indépendants et paysans     |
| Palluau                 | Pierre Roy                      |  | RI Républicains indépendants                        |
| Pouzauges               | Charles Mignen                  |  | DVD Divers droite                                   |
| Rocheservière           | Pierre Lefeuvre                 |  | MRP Mouvement républicain populaire                 |
| Sainte-Hermine          | Gérard Jamin                    |  | PR Parti républicain, radical et radical-socialiste |
| Saint-Fulgent           | Gilbert de Guerry de Beauregard |  | DVD Divers droite                                   |
| Saint-Gilles            | M. Garreau                      |  | MRP Mouvement républicain populaire                 |
| Saint-Hilaire-des-Loges | M. Debreuil                     |  | PR Parti républicain, radical et radical-socialiste |
| Saint-Jean-de-Monts     | Théodule Chartier               |  | DVD Divers droite                                   |
| Talmont-Saint-Hilaire   | Paul de Lézardière              |  | RPF Rassemblement du peuple français                |